# Щепій Костянтин
Щепій Костянтин (1728–1770) — лікар і ботанік родом з Вятської губернії.
Закінчив Києво-Могилянську академію (1748 рік), удосконалювався в галузі природознавства у Швеції та в Лейдені, а також у галузі медицини У Болонському Університеті, Лондоні й Парижі. Щепій працював у Медичної канцелярії та викладав медицину в Петербурзькій і Московській шпитальних школах (1762—1766 роки). У 1770 році брав участь у боротьбі з епідемією чуми в Києві, захворів на неї й помер.
У своїх працях розробляв питання медичного законодавства, освіти, бальнеології, дієтетики та ботаніки. Зібрав великі ботанічні колекції, вивчав рослинність Прикарпаття. З його школи вийшли Д. Самойлович та М. Тереховський.